# Shiro Amano
Shiro Amano (天野シロ, Amano Shiro) nascido em 4 de Janeiro de 1976 é um mangaká e autor que trabalhou em vários projetos, incluindo na adaptação da série de jogos Kingdom Hearts para mangá.

## Trabalhos
Alguns de seus trabalhos são:
- Kingdom Hearts (finalizado com 4 volumes)
- Kingdom Hearts: Chain of Memories (finalizado com 2 volumes)
- Kingdom Hearts II (atualmente em produção, com 2 volumes)
- Kingdom Hearts Final Mix (finalizado com 3 volumes)
- Legend of Mana (finalizado com 5 volumes)